# Зелёный Бор (городской округ Верхняя Пышма)
Зелёный Бор— посёлок в городском округе Верхняя Пышма Свердловской области. Управляется Балтымским сельским советом. Площадь поселка 6,920 кв.км.

## География
Населённый пункт расположен на левом берегу реки Балтым, в 6 километрах на восток от административного центра округа — города Верхняя Пышма.

### Часовой пояс
Зелёный Бор как и вся Свердловская область, находится в часовой зоне МСК+2. Смещение применяемого времени относительно UTC составляет +5:00.

## Население
| 2002 | 2010 |
| ---- | ---- |
| 182  | ↗264 |

Структура
По данным переписи 2002 года национальный состав следующий: русские — 73 %, татары — 21 %. По данным переписи 2010 года в посёлке было: мужчин — 124, женщин — 140.

## Инфраструктура
Посёлок разделён на семь улиц (Артиллеристов, Новая, Октябрьская, Свиноводческого совхоза, Станционная, Уральских Рабочих, Центральная) и один переулок (Берёзовый).